# Guillermo Vilas
Guillermo Vilas (født 17. august 1952 i Buenos Aires, Argentina) er en argentinsk forhenværende tennisspiller, der blev professionel i 1969, og som stoppede sin karriere i 1992. Han vandt igennem sin karriere hele 68 single- og 15 doubletitler, og hans højeste placering på ATP's verdensrangliste er en 2. plads, som han opnåede i april 1975.

## Grand Slam
Vilas vandt igennem sin karriere 4 Grand Slam-titler, der fordelte sig således:
- Australian Open:
  - 1978 og 1979
- French Open:
  - 1977
- US Open:
  - 1977